# Ion Dincă

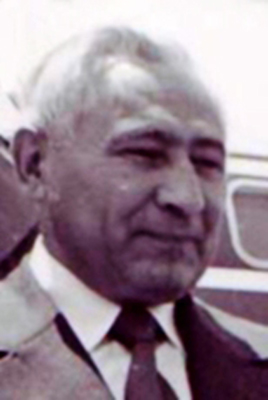
Ion Dincă

Ion Dincă (* 3. November 1928 in Cobia; † 9. Januar 2007) war ein rumänischer Politiker und Armeegeneral.

## Leben
Ion Dincă war ein gelernter Dreher, bevor er die Armeelaufbahn einschlug, im Laufe derer er 1968 zu dem militärischen Berater der rumänischen Regierung ernannt wurde. Parallel dazu erfolgte sein steiler Aufstieg in der Rumänischen Kommunistischen Partei, zu deren Zentralkomitee er von 1972 bis 1989 gehörte. Er war unter anderem stellvertretender Premierminister (1979–1989) und Bürgermeister von Bukarest (1976–1979). Während der Revolution 1989 gehörte er zu denjenigen, die Staatspräsident Nicolae Ceaușescu ermutigten, den Demonstranten nicht nachzugeben.
Am 2. Februar 1990 wurde Dincă gemeinsam mit Manea Mănescu, Tudor Postelnicu und Emil Bobu zu lebenslanger Haft verurteilt, das Urteil wurde jedoch in eine 15-jährige Haftstrafe umgewandelt. Er kam nach fünf Jahren und drei Monaten aus gesundheitlichen Gründen wieder auf freien Fuß. In den folgenden Jahren arbeitete er im Unternehmen seines Schwiegersohns.